# LET ME GO NOW
『LET ME GO NOW』（レット・ミー・ゴー・ナウ）は1998年11月26日に発売された山根康広11枚目のシングル。発売元は東芝EMI。

## 概要
前作から3か月ぶり、1998年度3枚目のシングル。1993年のデビューから初めてジャケット写真に自身の表情が掲載されないものとなった。

## 収録曲
全曲共通　作詞・作曲・編曲：山根康広　
1. LET ME GO NOW
2. PRECIOUS 1>100
3. LET ME GO NOW（オリジナル・カラオケ）